# 제39회 미국 감독 조합상
제39회 미국 감독 조합상은 1986년 뛰어난 활동을 보인 영화 감독을 기리기 위해 1987년 3월에 열린 시상식이다. 뉴욕, Sheraton Premiere Hotel에서 개최되었다.

## 수상 및 후보

### 감독상(영화부문)
- 플래툰 - 올리버 스톤 수상

### 감독상(다큐멘터리부문)
- Perry Miller Adato 수상

### 공로상
- 엘리아 카잔 수상

### 프랑크 카프라 상
- Henry E. Brill 수상